# Gerardo Martín Gallego
Gerardo Martín Gallego (Madrid, 1933-Madrid, 2022) fue un escultor español.

## Biografía
Nació en Madrid en 1933. Estudió ebanistería en la Escuela de Artes y Oficios de Madrid. Comenzó su etapa como escultor trabajando la madera y el hierro. Falleció en Madrid en 2022.
La abstracción escultórica de los años setenta, tuvo dos caminos esenciales: el expresivo y el geométrico, con un punto en común que es la importancia del hierro y el acero como materiales de soporte escultórico. Gerardo Martín hizo desarrollos abstractos libres centrándose en el estudio de las formas en movimiento con una factura más expresionista e informal.
En los años sesenta compartió estudio y taller con la que fue su mujer, la escultora Susana C. Polac, en la sierra de Gredos, en la Adrada (Ávila).
Como escultor, realizó obras para diversas iglesias, monumentos y fuentes. Gran parte de su obra se encuentra salpicada en importantes ciudades del mundo, así como en numerosos emplazamientos de la geografía española.

## Obra
Destacó por ser el autor de diversas fuentes ornamentales en la ciudad de Madrid, como por ejemplo las de la plaza de Mariano de Cavia o la antigua Red de San Luis.
Su extensa obra se encuentra en lugares tan diversos como:
- Iglesia de los doce Apóstoles, Augsburg (Alemania). Iglesia de Urbar, Koblenz (Alemania). Pontificio Colegio Germánico, Roma. Ayuntamiento de Madrid, esculturas decorativas de las fuentes de la Red de San Luis y de la plaza de Mariano Cavia, Madrid. Plaza de Colón. Parque Rodríguez de la Fuente.

- Colegio Alemán de Madrid. Hospital Alemán de Madrid. Iglesia Católica de Tokio e Iglesia Baptista también en Madrid.

- Barcelona: Colegio Alemán de Barcelona. Sede Oficial de La Societe General de Banque de Sevilla.
- Esculturas de cigüeñas sobre la autovía A5 en Toledo: (Oropesa).
- Escultura de mariposas en el Parque de la Nava, en La Adrada (Ávila).
- Escultura “Abejas en La Alcarria”. Autovía A2 Km 103 (Guadalajara).
- Escarabajos en Guadalajara.

Las fuentes más representativas de este escultor:
- La fuente de la Red de San Luis, también denominada popularmente de los Cisnes por las aves metálicas móviles que la adornaban, fue construida en 1972  por el arquitecto municipal Manuel Herrero Palacios y  esculturas de Gerardo Martín Gallego.

En esta plaza madrileña estuvo, primeramente, una fuente proyectada por Francisco Javier de Mariátegui, Arquitecto-Fontanero Mayor de la Villa, esculpida por José Tomás e inaugurada en 1832 como conmemoración del nacimiento de Isabel II de España; conocida como fuente de los Galápagos, se trasladó a la plaza de Santa Ana en 1868 y se encuentra, desde 1879, en El Retiro. Fue sustituida por el templete de acceso a la estación de Metro de José Antonio –hoy Gran Vía-, obra de 1919 de Antonio Palacios, con proyecto del año anterior, que fue desmontado y trasladado a Porriño (Pontevedra), ciudad natal del arquitecto, entre 1970 y 1971. En una de las últimas remodelaciones se eliminaron las aves y no se volvieron a reponer, hasta que finalmente desapareció la totalidad de la fuente, hoy en día en depósitos municipales.
- Fuente de Mariano de Cavia. La característica de esta fuente es que cuando fluye el agua las gaviotas de bronce mueven sus alas. Aunque ahora pueda parecer un poco naif, en su momento fue todo un ejemplo de cómo combinar la tecnología y el arte. La fuente repite un modelo similar al de la fuente de las gaviotas de los Jardines de Cecilio Rodríguez en el Parque del Retiro. En esta ocasión, alzando el vuelo, dispuestos de modo geométrico y con un sistema mecánico de movimiento de las alas, que demuestra su determinación por incorporar la tecnología al diseño artístico.[3]
- Glorieta de las Avutardas en Valdemoro (Madrid).